# Lludd en Llevelys
Lludd en Llevelys (Welsh: Lludd a Llefelys) is een verhaal uit de middeleeuwse Mabinogion, dat gaat over drie plagen die de Britse koning Lludd oplost op advies van zijn broer, de Franse koning Llevelys.
In de Historia regum Britanniae van Geoffrey van Monmouth komen ook de drie zonen van Heli voor: Lud, Cassibelaunus en Nennius. 

## Verhaal
Beli (Heli) de Grote, de zoon van Mynogan, had drie zonen: Lludd (Lud), Caswallawn (Cassibelaunus) en Nynnyaw (Nennius) en volgens dit verhaal een vierde, Llevelys. Toen Llevelys hoorde dat de koning van Frankrijk was overleden en zijn rijk naliet aan zijn dochter, reisde hij na overleg met Lludd naar Frankrijk om om haar hand te vragen. Zo werd Llevelys koning van Frankrijk. Toen Brittannië door drie plagen werd getroffen, reisde Lludd naar Frankrijk om zijn wijze broer om raad te vragen. 
De eerste plaag was de aankomst in Brittannië van een volk, de Corannyeid, die onkwetsbaar waren omdat ze elk zacht gefluister dat door de wind werd opgenomen konden horen. De tweede plaag was dat er elke May Eve in elke haard van het eiland een schreeuw te horen was waardoor de mannen hun kleur en kracht verloren, de vrouwen miskramen hadden, de kinderen hun zinnen verloren, en dieren, bomen, aarde en water onvruchtbaar werden. De derde plaag was de diefstal van de voorraad voedsel en drank.
Llevelys gaf het advies om de Corannyeid te besprenkelen met een mengsel van water en gemalen insecten, waardoor het volk zou worden vernietigd. Hij vertelde dat er twee draken met elkaar vochten waardoor de schreeuw in het land was te horen. In het exacte midden van het land (Oxford) moest een put worden gegraven met daarin een vat met mede, bedekt door een zijden doek. Als de draken moegestreden waren zouden ze tot op de bodem van het vat en in slaap vallen, waarna ze opgesloten moesten worden in een stenen kist en begraven. De derde plaag werd opgelost als Ludd zelf de wacht zou houden, wakker zou blijven door in een vat koud water te stappen als hij vermoeid raakte, en een reusachtige tovenaar, de dief van het voedsel, persoonlijk in de kraag zou vatten.
Alzo geschiedde. De Corannyeid werden gedood, de draken in Dinas Ffaraon Dandde in Eryri begraven, waarna de plaats Dinas Emreis (Ambrosius) ging heten. De reusachtige magiër werd overwonnen en beloofde het verlies aan voedsel en drank te compenseren, nooit meer te stelen en in het vervolg een trouw dienaar te zijn. Zo eindigde het Avontuur van Lludd en Llevelys.